# Église Saint-Pierre-ès-Liens de Noailhac
Pour les articles homonymes, voir Église Saint-Pierre-ès-Liens.
L'église Saint-Pierre-ès-Liens est une église catholique située sur la commune de Noailhac, dans le département de la Corrèze, en France.

## Localisation
L'église se trouve au centre du village.

## Historique
Initiée au XIIe siècle, l'église est construite en grès rouge.
Détruite en partie pendant la guerre de Cent Ans, la nef a été reconstruite dans le style gothique au XVe siècle, par la famille de Noailles.
L’édifice religieux, mis à mal pendant la Révolution, fut mal réparé vers les années 1830, puis en 1905, un mur plat fut élevé sur sa façade ouest.
L'édifice est classé au titre des monuments historiques par arrêté du 6 février 1923.